# Pluneng
Pluneng is een bestuurslaag in het regentschap Klaten van de provincie Midden-Java, Indonesië. Pluneng telt 2578 inwoners (volkstelling 2010).